# Elveția germană

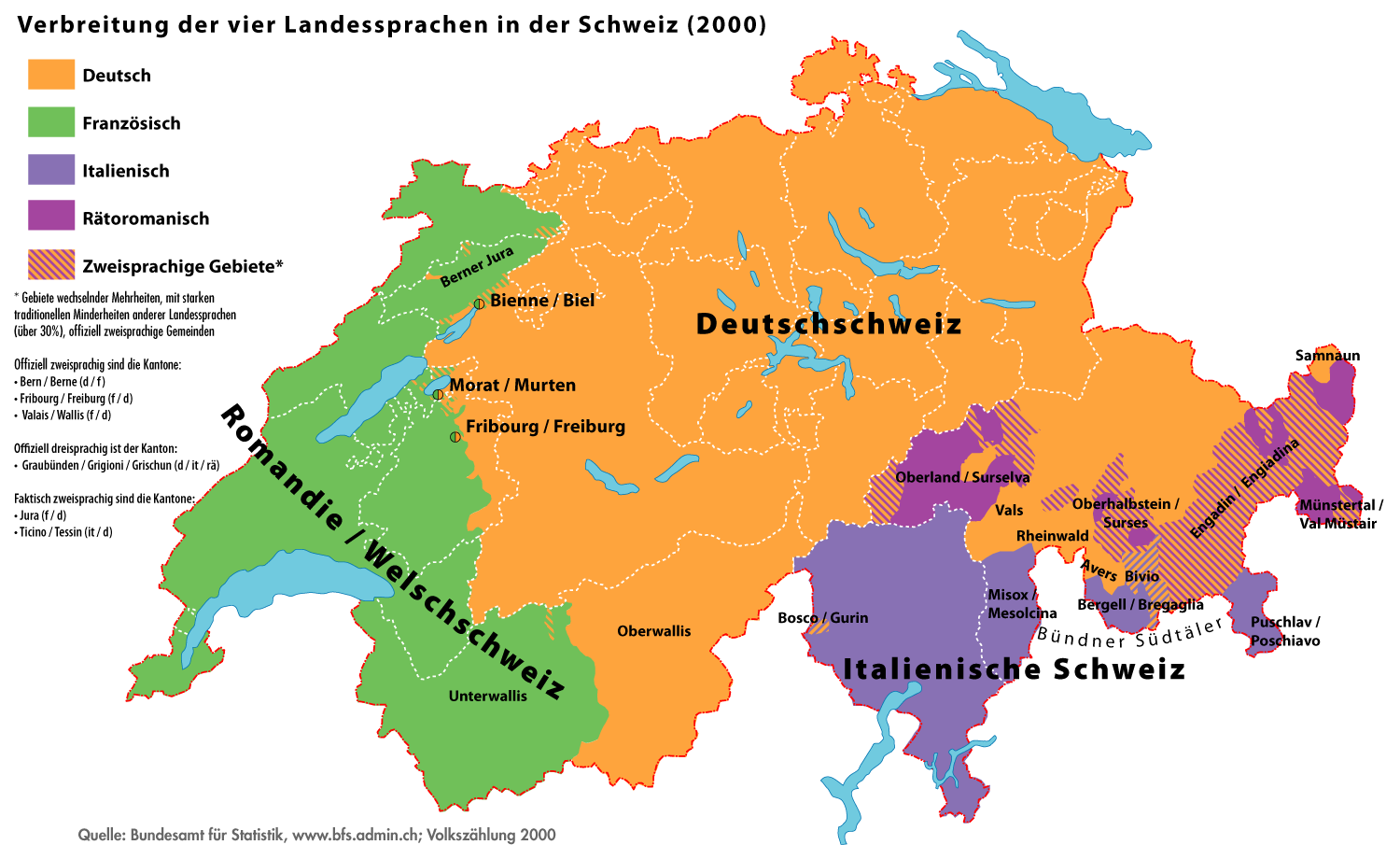
Harta lingvistică a Elveției

Elveția germană (în germană Deutschschweiz) este o parte din Elveția (63.7% din populația țǎrii), în care predominant locuiește o populație germanofonă (5,070,000 de locuitori), care folosește un dialect elvețian al limbii germane (Schwyzerdütsch). Fiind cea mai mare printre regiunile lingvistice ale țǎrii, atât dupǎ teritoriu cât și dupǎ populație, germana este limbă oficială în 2/3 (65%) din cantoanele elvețiene.

## Statut
Pe teritoriul Elveției germane, mai bine spus, în cantoanele regiunii date, limbă germană are statut de limbă oficială. Aceasta este valabilă în 19 din cele 26 de cantoane, de asemenea, germana are un statut egal alături de franceză, în cele douǎ cantoane în care este prezentă populația germană (minoritarǎ): Valais (30% din populație) și Fribourg (29.2%).
În comunicările uzuale de zi cu zi, elvețienii vorbitori de germană recurg la o formǎ lingvistică din variante proprii, și în unele cazuri, o utilizeazǎ ca limbă, în mass-media, învățământ și de cǎtre autoritățile locale. Astfel de atitudini puternic lingvistice sunt cauzate de o relație specială a elvețienilor, care cred că limba lor este mai bună și mai frumoasă decât limba germană, vorbitǎ în Germania (Bundesdeutsch). Cu toate acestea, în relațiile cu germanii, elvețienii folosesc germana federală.